# 빈첸초 1세 곤차가
빈첸초 1세 곤차가(이탈리아어: Vincenzo I Gonzaga, 1562년 9월 21일 ~ 1612년 2월 9일)는 1587년부터 1612년까지의 몬페라토와 만토바 공작이다.

## 생애
굴리에모 10세 곤차가와 오스트리아 여대공 엘레오노레의 유일한 아들로 태어났다. 그의 외조부와 외조모는 신성 로마 황제 페르디난트 1세와 보헤미아와 헝가리의 안나이다.
빈첸초는 예술과 과학의 큰 후원자 중 한 명이였고, 만토바를 활기찬 문화의 중심지로 바꾸었다. 1587년 9월 22일에 빈첸초는 화려한 의식과 함께 제4대 만토바 공작 자리에 올랐으며, 이 의식에는 신임 만토바 공작에게 존경을 표하기 위해 공작령의 많응 고위 인사들이 참여했다. 그 후에 그는 말을 타고 만토바 거리를 거닐었다. 빈첸초는 작곡가 클라우디오 몬테베르디와 화가 페테르 파울 루벤스를 고용했다. 1590년에 몬테베르디는 비올 연주자 및 빈첸초의 예배당의 성가 칸토르가 되었다. 1602년에 빈첸초는 베네데토 팔라비치노가 사망하자 그를 음악 장관으로 임명했다. 빈첸초는 시인 토르쿠아토 타소의 친구이기도 했다. 1589년 베로나에서 출판된 한 작은 책자는 빈첸초 밑에서 일하는 발레리니라는 이름의 희극 배우가 이상적인 예술관을 어떻게 생각하게 됐는지를 묘사하고 있으며, 그 예술관에 있는 가장 중요한 미술품 수집가들의 조각상들이 예술가들의 작품보다 더 특색이였다. 빈첸초는 미네르바의 천상의 미술관이라 불린 이상적인 미술관을 완전히 지배하는 거인으로 묘사된다.
천문학자 조반니 안토니오 마기니 역시도 빈첸초의 아들들인 프란체스코와 페르디난도의 교사로 일했다.
마기니의 일생의 과정은 Atlante geografico d'Italia (이탈리아의 지리서)의 준비였으며, 1620년 사후에 그의 아들이 출판핬다. 이 책은 정확한 명칭과 역사적 기록들을 지닌 각 이탈리아 지역들의 지도들을 갖추는데 의도를 하였다. 이 중요한 기획의 제작도 증명되었다 (1594년 시작). 지도서를 받은 빈첸초는 이 계획과 이탈리아의 여러 나라들의 지도를 마기니에게 가져다 주는 것을 도왔다.
1603년–1604년 겨울 기간에 갈릴레이는 일자리를 얻기 위해 만토바의 궁정을 방문했으며, 봉급을 제안받았지만, 빈첸초와의 조건이 맞지 않았고, 공작은 대신에 황금 사슬 하나와 은접시 두 그릇을 주었다.
빈첸초의 사치스러운 습관은 만토바의 경제와 문화의 쇠퇴를 가속화시켰다고 여겨진다.
빈첸초는 성불구자였다는 소문이 있었으며 전설속의 춘약을 얻기 위해 신세계로 비밀리에 탐험대를 보냈다고 한다.
1958년 7월 20일, 신성 로마 황제 루돌프 2세는 빈첸초에게 오스트리아 대공의 관에 얹혀있는 오스트리아의 방패 문장을 사용할 권리를 주었다. 빈첸초는 교황 바오로 5세의 허락을 받아, 1605년 5월 25일에 구세주 기사단 (또는 예수 그리스도의 보혈 기사단)을 창설했다.

## 자녀

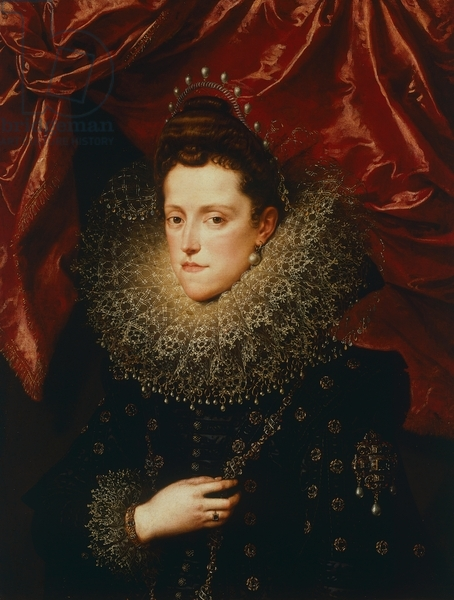
엘레오노르 데 메디치.

빈첸초는 1581년 마르게리타 파르네세와 혼인했지만 그들 사이에 자식이 없었고 이혼을 하였다. 1584년 4월 29일에 토스카나 대공 프란체스코 1세의 딸인 엘레오노르와 재혼했다.
빈첸초와 엘레오노르는 자녀 6명을 가졌고, 다음과 같다:
- 프란체스코 (Francesco, 1586년 5월 7일 – 1612년 12월 22일) : 1612년 2월 9일과 12월 22일 사이 몬페라토 공작 및 만토바 공작 프란체스코 4세로서 통치함.
- 페르디난도 (Ferdinando, 1587년 4월 26일 – 1626년 10월 29일) : 1612년부터 사망할 때까지 몬페라토 공작 및 만토바 공작 페르디난도 1세로서 통치함.
- 굴리에모 도메니코 (Guglielmo Domenico, 1589년 4월 4일 – 1591년 5월 12일) : "(룬가스파다, Lungaspada)"라는 별명을 지녔고, 몬페라토 후작이다. 유아기에 사망했다.
- 마르게리타 (1591년 10월 2일 – 1632년 2월 7일) : 로렌 공작 앙리 2세의 아내.
- 빈첸초 (Vincenzo, 1594년 1월 7일 – 1627년 12월 25일) : 1626년부터 사망할 때까지 몬페라토 후작 및 만토바 공작 빈첸초 2세로서 통치함.
- 엘레오노라 (1598년 9월 23일 – 1655년 6월 27일) : 신성 로마 황제 페르디난트 2세의 두번째 부인

그는 다음과 같은 사생아들을 두기도 했다:
- 프로스페로 델 카레토 (Prospero del Carretto)의 부인이자 귀족인 아녜스 아르고타 사이에서:
  - 프란체스코 곤차가 (Francesco Gonzaga, 1588년-1673년) : 1657년의 놀라 주교
  - 실비오 (Silvio, 1592년-1612년) : 몰타 기사단원, 만토바나 (Mantovana)의 궁정 시인, 카브리아나 후작
  - 조반니 (Giovanni, ? -1679년) : 페르디난도 곤차가의 대신이며, 토리노에서 그는 프랑스의 루이 14세에게 몬페라토를 매각하려는 에르콜레 마티올리의 계획을 막는 일을 맡았다.
  - 엘레오노라 (Eleonora) : 수녀
- 빈첸초 1세의 대신 중 한 명인 툴로 구에리에리 (Tullo Guerrieri)의 딸 펠리치타 구에리에리 사이에서 딸 한 명을 둠:[2]
  - 프란체스카 (Francesca).

## 훈장
- 구세주 기사단 단장
- 황금 양모 기사단 기사

## 참고 자료
- Bellonci, Maria (1956). 《A Prince of Mantua: The Life and Times of Vincenzo Gonzaga》. 런던: Weidenfeld and Nicolson.
- Brinton, Selwyn (1927). 《The Gonzaga. Lords of Mantua》. 런던: Methuen.
- Fenlon, Iain (1980). 《Music and Patronage in Sixteenth-Century Mantua》. 케임브리지: 케임브리지 대학교 출판사.